# 安东尼奥·瓦伦西亚
路易斯·安东尼奥·瓦伦西亚·莫斯克拉（西班牙語：Luis Antonio Valencia Mosquera，1985年8月4日—），常稱為安东尼奥·瓦伦西亚（西班牙語：Antonio Valencia）或路易斯·瓦伦西亚（西班牙語：Luis Valencia），生於厄瓜多爾的新洛哈，為了受到更具規模的足球教育而到首都基多，是厄瓜多尔的职业足球运动员，右路前場到後場的職位都能勝任。
速度快、跑動勤勉是他的優點，但射門及傳球技術欠佳讓他在攻擊端作為不大，所以慢慢從邊鋒改造為邊後衛。

## 球員生涯
華倫西亞在厄瓜多爾球會基多民族開始足球事業。2005年6月，柏歷堅尼正在比利亞雷阿爾開展南美挖星計劃，而華倫西亞當時是厄瓜多爾隊最紅的新人，比利亞雷阿爾用200萬歐元將他買入、可是柏歷堅尼給了他2場共計94分鐘出場時間後就宣告放棄了。在2005/06年賽季期間被球會外借至另一間西班牙球會维尔瓦。
2006年夏季，已在世界盃上證明了價值的華倫西亞依然無法歸隊，又被低價（約40萬歐元）轉借給韋根，於2006年8月19日正式代表球隊出賽，以2-1敗於紐卡素。2006年10月21日對曼城的比賽中，華倫西亞射入代表韋根首個進球。華倫西亞效力期間表現出色，韋根決定延長租借期多一年，在2008年1月18日正式以200萬歐元將華倫西亞收歸其下，並與他簽下3年半合約。
1年後，華倫西亞的身價已超過1000萬，從冬季轉會開始，就傳出過曼聯、車路士和皇家馬德里對他有意的消息。
2009年6月30日，心儀華倫西亞已久的曼聯終於落實收購，簽約四年，轉會費沒有透露，據報高達1,600萬英鎊。
2011年8月1日，華倫西亞與曼聯簽署四年新合約留隊至2015年夏季。
2014年6月21日，曼聯宣佈與華倫西亞簽署一份三年新合約令其留隊至2017年六月底，另合約中球會有選擇權可延長多一年。
2018/19球季起，由於卡域克掛靴，華倫西亞成為曼聯的隊長。
2019年6月，年屆33歲的華倫西亞宣佈轉投厄瓜多爾球隊利加大學。

## 榮譽

### 球會
曼徹斯特聯
- 英格兰超级联赛冠軍（2）：2010/11年、2012/13年；
- 英格蘭足總盃 (1)：2015/16年；
- 英格蘭聯賽盃 (2)：2009/10年；2016/17年
- 英格蘭社區盾 (3)：2010年；2013年；2016年
- 欧洲联盟杯(1): 2016-17年

### 個人
- 英格蘭聯賽盃決賽最佳球員：2009/10年；

## 外部連結
- 足球数据库：安东尼奥·瓦伦西亚的球员统计数据
- 安东尼奥·瓦伦西亚 – FIFA國際賽競賽紀錄 (存檔)